# Austin Football Club II
El Austin Football Club II es un equipo de fútbol de la ciudad de Austin, Estados Unidos. Es el equipo reserva del Austin FC de la Major League Soccer. Fundado en 2022, juega en la MLS Next Pro desde la temporada 2023.

## Historia
El Austin FC anunció la creación de su equipo reserva el 13 de diciembre de 2022, con foco en el desarrollo de futbolista profesionales. Ese día además, se anunció que Brett Uttley será el primer entrenador del equipo. El plantel del equipo está formado por jugadores con contrato en el primer equipo, jugadores con contrato en el segundo equipo y jugadores de las inferiores del club. El equipo entrenará en el Complejo de Alto Rendimiento de St. David en Austin, Texas.